# Деформаційне забарвлення

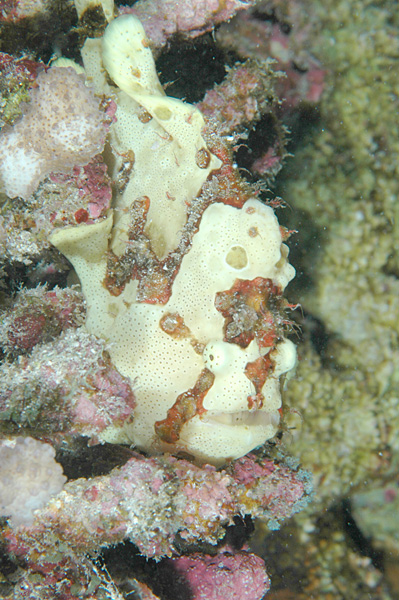
Жабоподібна риба Antennarius commerson за допомогсою деформаційного забарвлення ефективно «руйнує» свій контур

Деформаційне забарвлення або деформаційний камуфляж — вид камуфляжу, що розбиває на окремі частини контури тварин, солдат чи військових машин за допомогою дуже контрастного забарвлення. Його часто поєднують з іншими методами маскування, зокрема з підбором кольорів навколишнього фону та вертикальним контрастним затіненням. Особливі випадки — це поєднання деформаційного забарвлення з деформаційною маскою для очей, які спостерігаються у деяких риб, амфібій і рептилій. Цей вид камуфляжу на перший погляд виглядає парадоксально, оскільки порушення контурів залежить від високого ступеню контрасту, тому кольорові плями, що використовуються для камуфляжного забарвлення, самі по собі досить яскраві та помітні.
Важливість висококонтрастних візерунків для успішної деформації («руйнування») видимої форми об'єкту в загальних рисах була описана художником Ебботом Теєром у 1909 році та детально досліджена зоологом Г'ю Коттом у 1940 році. Пізніше експериментальні дослідження почали підтверджувати ці прогнози. Деформаційне забарвлення працює найкраще, коли кольори його компонентів відповідають навколишньому фону.

У той час як підбір фону найкраще працює для одного фону, деформаційне забарвлення є більш ефективною стратегією, коли тварина або військова машина можуть мати різне фонове зображення.

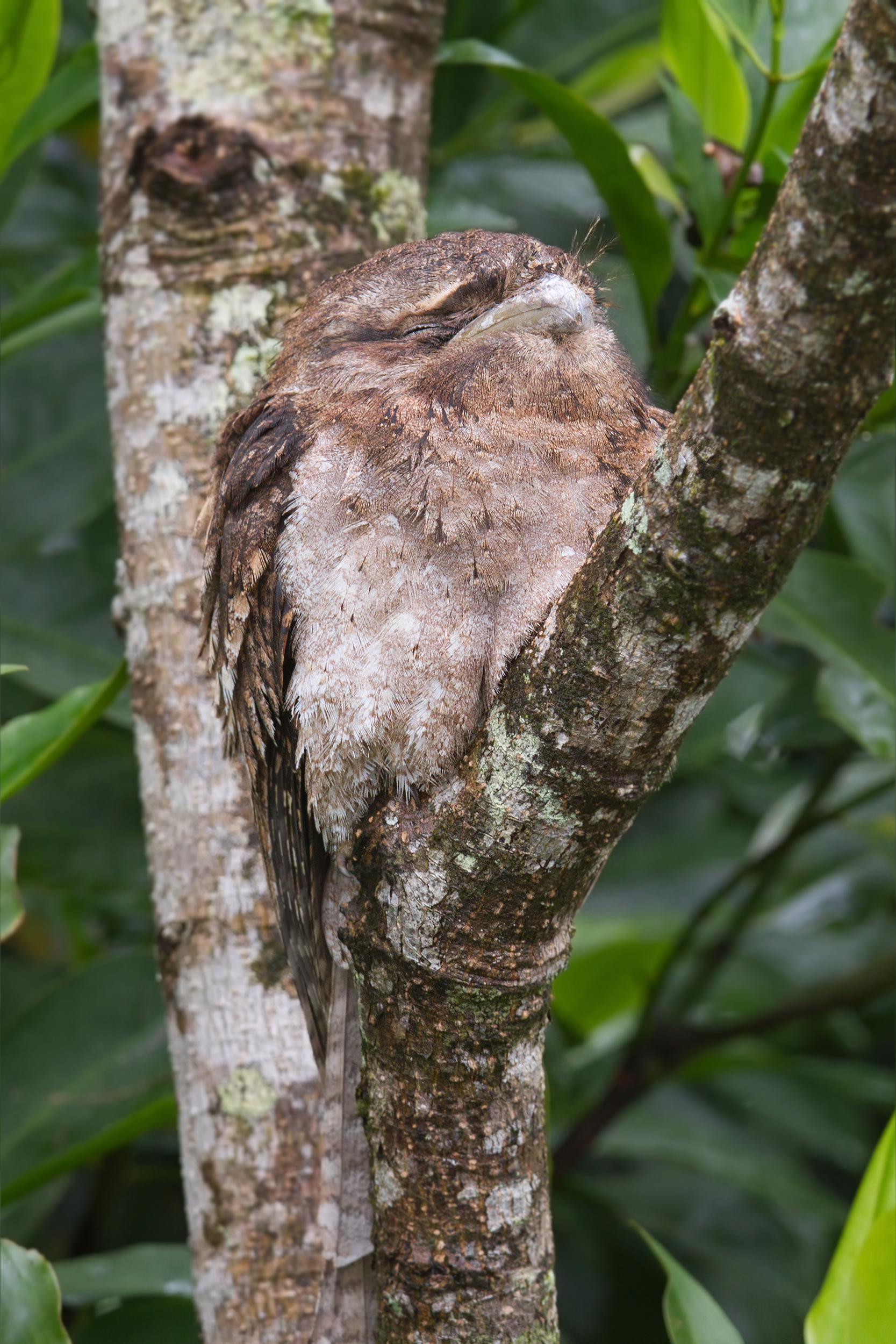
Деформаційне забарвлення гігантського білоніга (Podargus papuensis) є ефективним пристосуванням проти хижаків.

Навпаки, отруйні тварини, які позначають свою присутність за допомогою застерігаючого забарвлення (апосематизм), використовують забарвлення, яке підкреслює, а не деформує їхні контури. Наприклад, скунси, саламандри та метелики-монархи мають висококонтрастні візерунки, які відповідають їхнім контурам.

## Ранні дослідження
В 1909 році художник Еббот Гендерсон Теєр у своїй книзі «Маскувальне забарвлення в царстві тварин» (англ. Concealing-Coloration in the Animal Kingdom) стверджував, що тварини маскувались комбінацією вертикального контрастного затінення та «деформаційного» забарвлення, які разом «стирали» їх власні тіні та форму. Теєр пояснив, що:
Плями... будь-якого роду, мають тенденцію до «зтирання контуру» — до скасовування, своїм окремим і суперечливим малюнком, видимості деталей і меж форми.... Якщо забарвлення птаха чи метелика складається з різко контрастуючих світлих та темних плям, приблизно в рівних пропорціях, його контур буде «деформовано» і на світлі і в тіні — світлі плями не видно на світлі, темні в тіні. Таким, очевидно, є основне і переважне використання майже всіх сміливіших візерунків у забарвленні тварин.— Тейер
В 1940 році у книзі Г'ю Котта «Адаптивне забарвлення у тварин» (англ. Adaptive Coloration in Animals) року було запропоновано такий термін, як «максимально деформаційний контраст». Тут використовуються смуги різко контрастного кольору, які парадоксальним чином роблять тварин або військову техніку менш помітними, розбиваючи їхні контури. Він пояснює, що в ідеальних умовах підбору кольорів фону разом із затіненням було б «достатньо, щоб зробити тварину абсолютно невидимою на простому фоні», але одразу додає, що умови рідко коли бувають ідеальними, оскільки при переміщенні фон постійно змінюються, так само, як і умови освітлення. Тому, стверджує Котт, камуфляж повинен зруйнувати сприйняття контурів та суцільної поверхні об'єкта. За його словами, «для ефективного приховування необхідно знищити видиму форму». Він проводить аналогію з кишеньковим злодієм, який ретельно відволікає вашу увагу, стверджуючи, що:
Функція руйнівного візерунка полягає в тому, щоб запобігти або якомога довше відстрочити перше розпізнавання об’єкта візуально... нерегулярні плями контрастних кольорів і тонів... мають тенденцію привертати увагу спостерігача і відволікати її від форми, яка їх несе.— Котт 
Крім того, Котт критикує ненаукові спроби камуфляжу на початку Другої світової війни за нерозуміння задіяних принципів:
Різноманітні недавні спроби замаскувати фарбою танки, бронемашини та дахи будівель виявляють майже повну неспроможність тих, хто відповідальний, зрозуміти суттєвий фактор у маскуванні безперервності поверхні та контуру. Таку роботу потрібно виконувати сміливо та впевнено, оскільки з близької відстані правильно оброблені об’єкти виглядатимуть яскраво помітними. Але вони малюються не для обману з близької відстані, а з відстаней, на яких ... ймовірні бомбардування ... І на цих відстанях відмінності відтінку ... змішуються і таким чином зводять нанівець ефект і роблять роботу практично марною.— Котт 
Піонерська робота Теєра і Котта була схвалена в огляді деформаційного забарвлення 2006 року Мартіна Стівенса та його колег, де зазначено, що вони запропонували «відмінну форму камуфляжу» від традиційної «стратегії відповідності фону», запропонованої такими авторами, як Альфред Рассел. Воллес («Дарвінізм», 1889), Едвард Багналл Поултон («Кольори тварин», 1890) і Френк Еверс Беддард («Забарвлення тварин», 1895); Стівенс зауважує, що самостійне зіставлення фону завжди буде невдалим через «розриви між обрисами тварини та фоном».

## У тварин

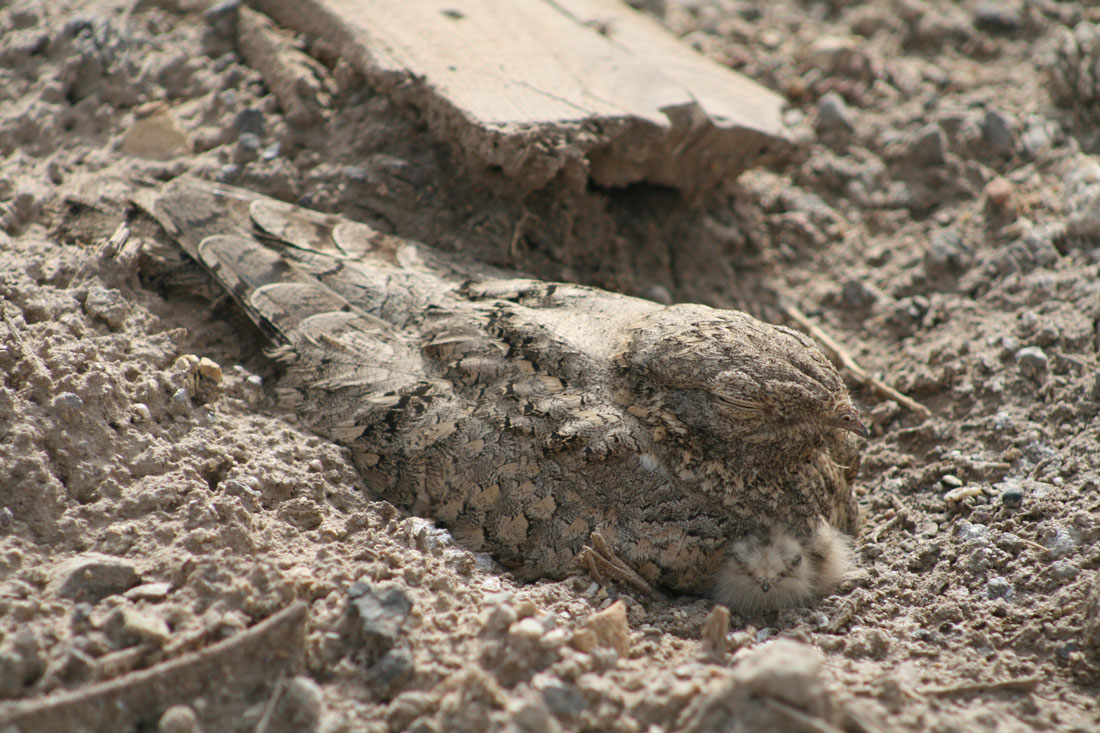
Єгипетський дрімлюга, Caprimulgus aegyptius, лежить на піску, захищений своїм забарвленням, нерухомістю та приховуванням тіні, коли він стоїть обличчям до сонця

Щоб розбити контури тварини чи військової машини, у деформаційних візерунках використовуються різко-контрастні форми, як-от плями чи смуги. Деякі хижаки, як-от леопард, і деякі потенційні жертви, як-от єгипетський дрімлюга, використовують деформаційне забарвлення. А. Барбоза та його колеги визначають деформаційні візерунки як такі, що «характеризуються висококонтрастними світлими та темними плямами в неповторюваній конфігурації, які також забезпечують камуфляж, порушуючи впізнавану форму чи орієнтацію тварини», як у каракатиці.

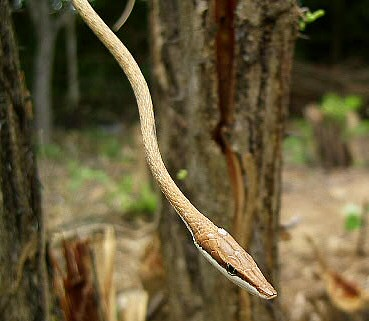
Мексиканський бронзовий гостроголов, Oxybelis aeneus, приховує своє око збігаючою темною смугою, що контрастує з її блідою нижньою стороною

Ця стратегія здається парадоксальною та нерозумною як метод маскування, оскільки порушення контурів залежить від використання кольорових плям, які сильно контрастують одна з одною, тому плями самі по собі помітні. У той час як підбір фону найкраще працює для одного фону, руйнівне забарвлення є більш ефективною стратегією, коли тварина або військова машина можуть мати різне фонове зображення.
Мартін Стівенс і його колеги в 2006 році провели те, що, на їхню думку, було першим експериментальним випробуванням того, що «деформаційне забарвлення є ефективним, навіть якщо деякі кольорові плями не збігаються з фоном і мають високий контраст як з фоном, так і з прилеглими елементами малюнка (руйнівний контраст)». Вони використовували «мішені, схожі на метеликів», одні з яких відповідали світлості фону дубової кори, інші не відповідали їй, кожна з яких мала мертвого борошняного хробака. Якщо борошнистого хробака видалили, вважалося, що його забрав хижак: це можна було відрізнити від відвідин інших хижаків. Вони виявили, що руйнівне забарвлення забезпечує найкращий захист від птахів-хижаків, коли візерунок узгоджується з яскравістю фону, але навіть коли елементи візерунка не збігаються, руйнівні візерунки все одно краще зменшують хижацтво, ніж нерозривні візерунки або прості (без візерунків).) контрольні цілі.

І руйнівний, і відволікаючий камуфляж покладаються на помітні позначки, але відрізняються механізмами, а отже, розміром і положенням маркування для найбільшої ефективності.

Деформаційні моделі також можуть приховувати певні особливості. Тварин, таких як риби, птахи, жаби та змії, можна легко виявити за їхніми очима, які обов'язково круглі й темні. Багато видів приховують очі деформаційною маскою для очей, яка іноді контрастує зі смугою над оком, завдяки чому воно здається лише частиною темної ділянки фону. Котт назвав це особливим випадком « випадкової деформаційної моделі».
Інший механізм камуфляжу, відволікаючі позначки, також включає помітні позначки, і протягом століття з моменту першого опису Тейєра з ним пов'язували, але ці два вимагають різних видів маркування. Щоб відволікти увагу, позначки мають бути невеликими й уникати контурів здобичі, щоб відвернути від неї увагу, тоді як мітки, що заважають, мають торкатися контуру, щоб розбити його.

### Протилежний випадок: апосематизм

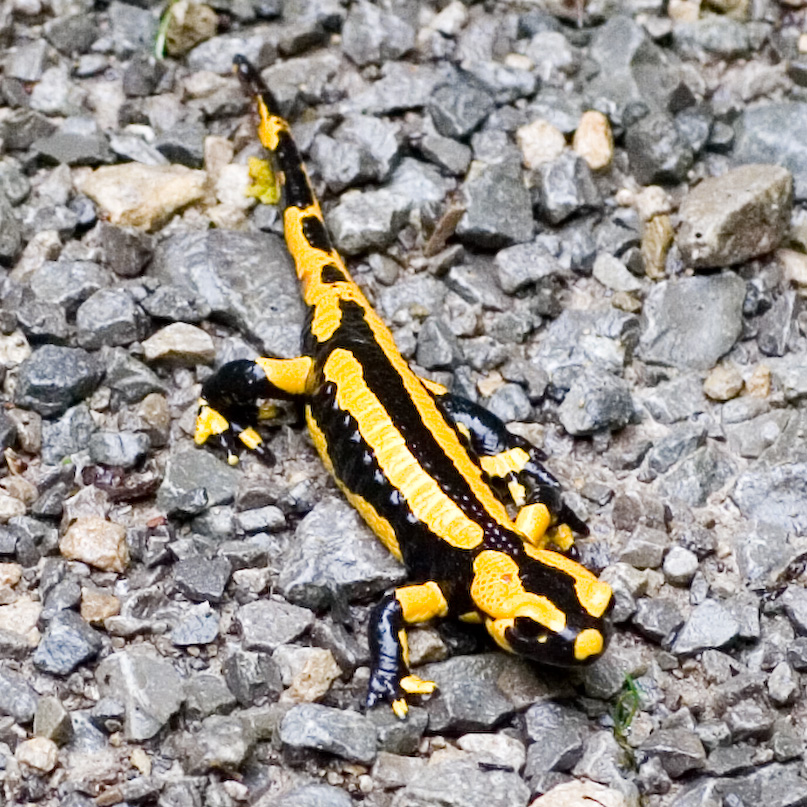
Навпроти порушення: вогняна саламандра, Salamandra salamandra, рекламує свою неїстівність яскравими попереджувальними кольорами, вкрапленнями, які підкреслюють форму її тіла

Багато отруйних або неприємних тварин, які рекламують свою присутність за допомогою попереджувального забарвлення (апосематизм), використовують візерунки, які підкреслюють, а не порушують їхні контури. Наприклад, скунси, саламандри та метелики-монархи мають висококонтрастні візерунки, які відображають їхні контури. Ці рекламні шаблони використовують принцип, протилежний руйнівному забарвленню, що фактично є прямо протилежним ефектом: зробити тварину якомога помітнішою. Деякі лускокрилі, включно з деревною тигровою міль, є апозематичними та руйнівним забарвленням; на зеленому рослинному тлі виділяється їх яскраве апосематичне забарвлення, але на землі їх крила маскують їх серед мертвого листя та бруду.

### Спірний випадок: жираф

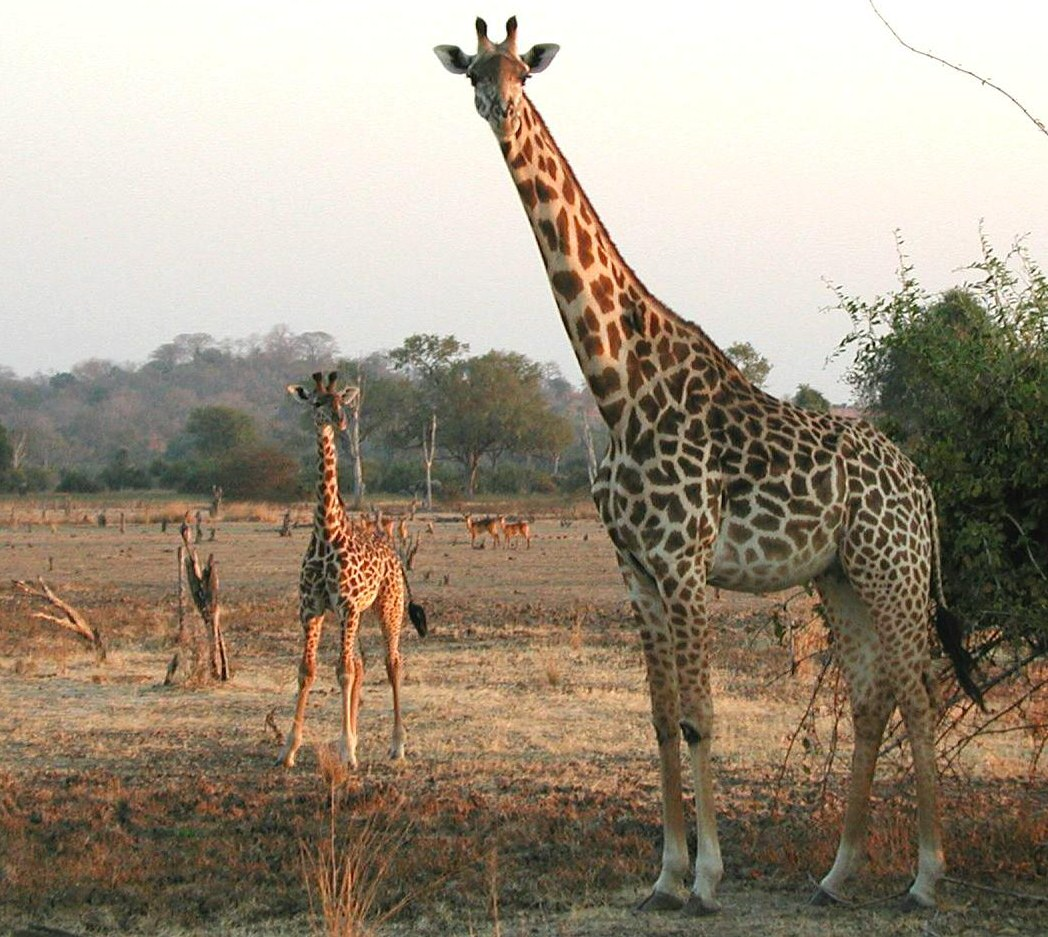
Помітна мама-жирафа може захистити себе, але її дитинча покладається на свій камуфляж

Наявність жирних відміток сама по собі не доводить, що тварина покладається на маскування. За словами Мітчелла, дорослі жирафи «неминуче помітні», тому висновок про те, що їхні візерунки призначені для маскування, здається суперечливим: але коли вони стоять серед дерев і кущів, їхній камуфляж ефективний навіть на відстані кількох метрів.

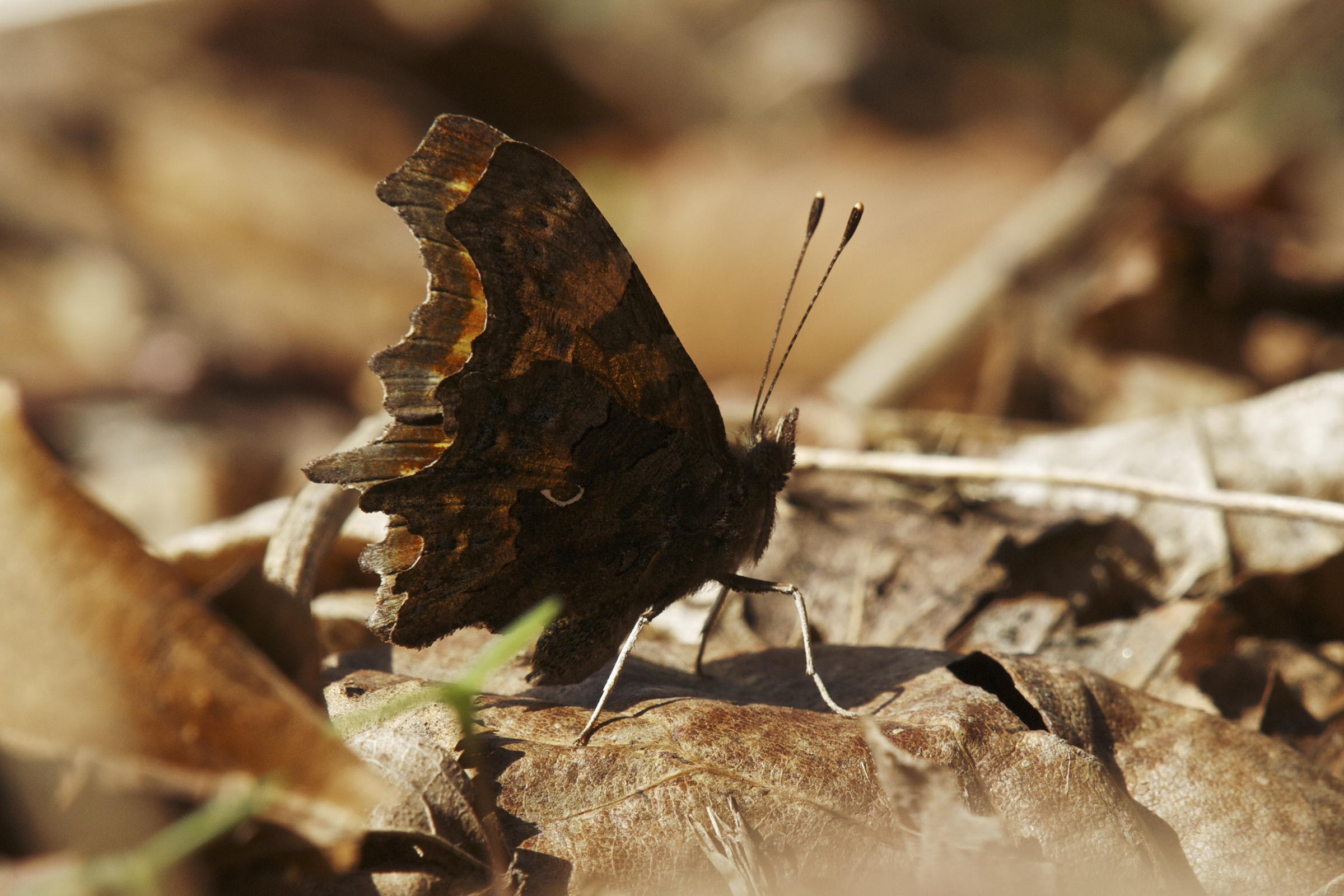
Нерегулярний контур метелика з комою Polygonia c-album уникає типової форми метелика

Крім того, молоді жирафи набагато більш вразливі до хижаків, ніж дорослі: від 60 % до 75 % дитинчат гинуть протягом року. Матері ховають своїх телят, які більшу частину часу проводять лежачи в укритті. Оскільки присутність матері не впливає на виживання, Мітчелл припускає, що молоді жирафи повинні бути надзвичайно добре замасковані. Це підтверджується тим фактом, що сліди шерсті сильно успадковуються. Навпаки, далеко не ховаючись, дорослі жирафи рухаються, щоб найкраще побачити хижака, що наближається, покладаючись на свій розмір і здатність захищатися навіть від левів.

### Інші способи приховування контурів
Контури тіла тварини можна зробити важко помітними за допомогою інших методів, наприклад, використовуючи дуже неправильні контури. Наприклад, метелик-кома, Polygonia c-album, дуже загадковий, коли його крила закриті, із загадковими кольорами, руйнівним малюнком і нерівними зовнішніми краями крил.

## У рослин

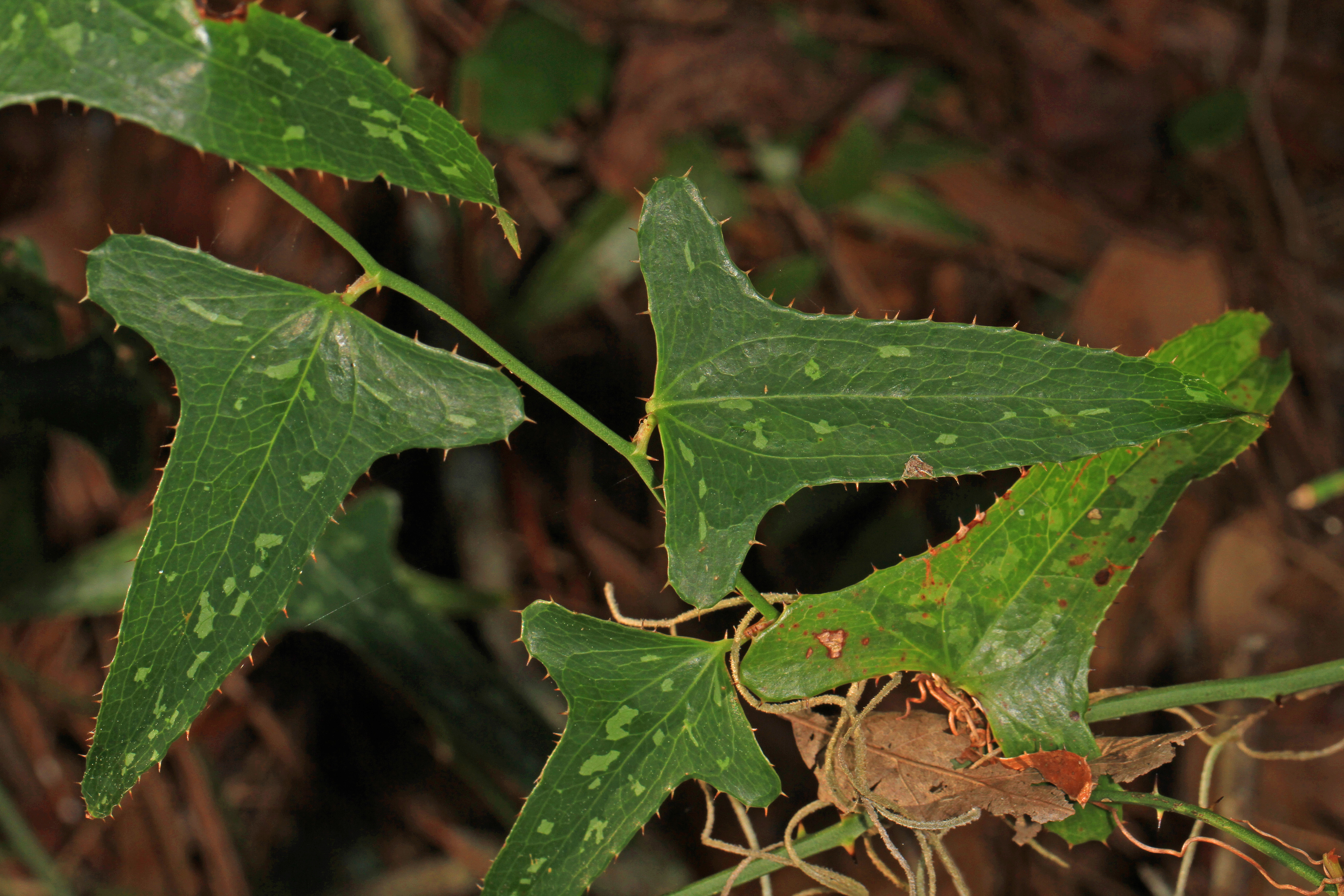
Багато рослин підліску, як-от шипшина, Smilax bona-nox, маютьбліді плями чи смуги, які можуть служити камуфляжем.

Можливість захисного забарвлення у рослин вивчена недостатньо. Т. Гівніш (TJ Givnish) і Сімча Лев-Ядун (Simcha Lev-Yadun) припустили, що строкатість листя з білими плямами може служити камуфляжем для рослин підліску, де є плямистий фон. Однак Лев-Ядун також припустив, що подібні позначки служать помітним попереджувальним забарвленням у добре захищених колючих рослин відкритих місць проживання, де фон рівномірно яскравий.
Гівніш виявив кореляцію плямистості листя з закритими середовищами існування. Деформаційний камуфляж мав би явну еволюційну перевагу для рослин: вони мали б можливість уникати загрози поїдання травоїдними тваринами і гіпотезу можна перевірити на практиці.

## Військове використання

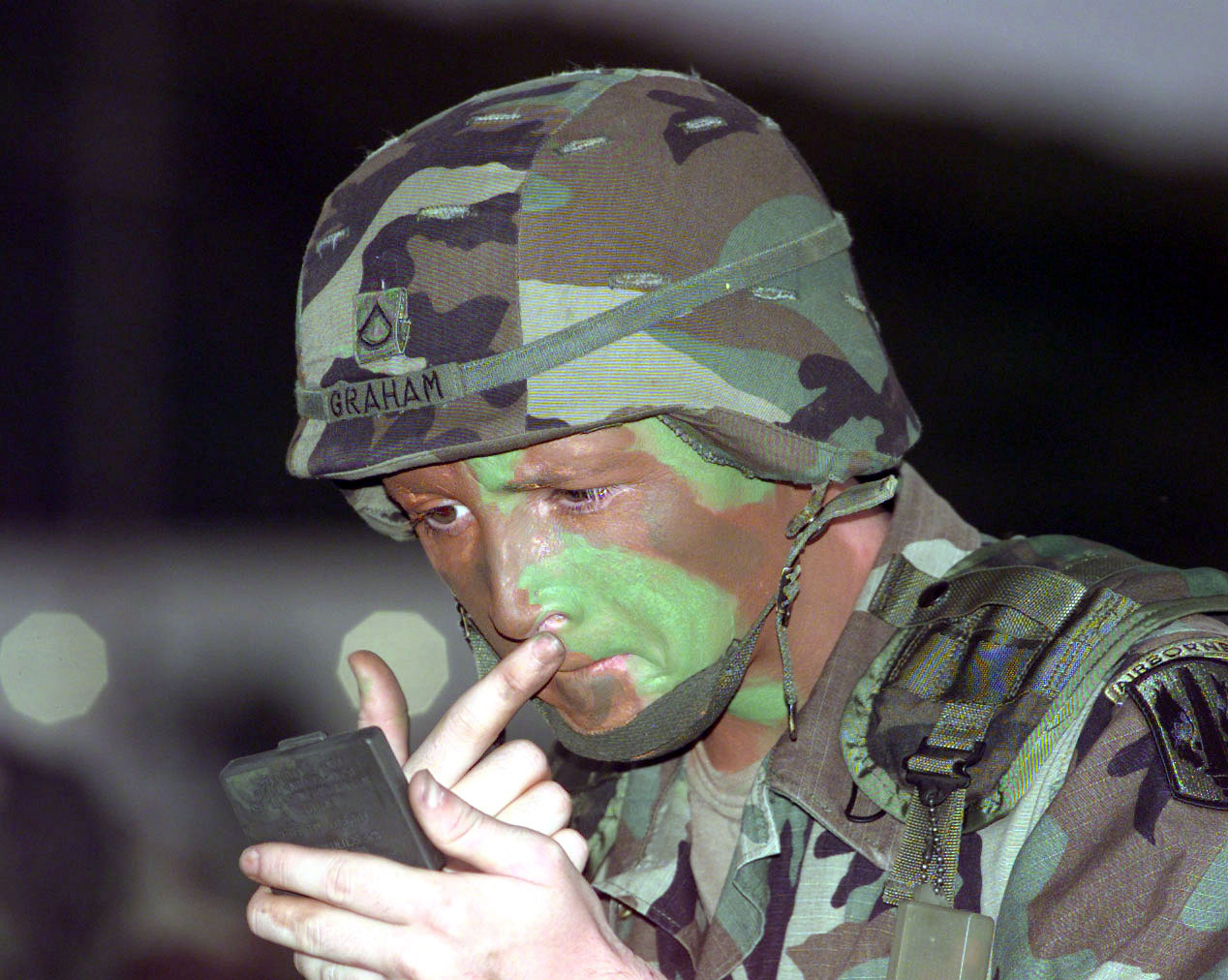
Солдат наносить на обличчя деформаційний малюнок; його шолом і куртка також мають деформаційний камуфляж

Деформаційний камуфляж поширений у військовому використанні, для військових транспортних засобів, для вогневих позицій та інших об'єктів, а також для окремих солдатів, де однострої, інше спорядження, як-от шоломи, і фарба для обличчя можуть бути використані, щоб розбити контури та риси обличчя. Однак деформаційне забарвлення не завжди призводить до приховування саме по собі, оскільки тварина чи військова ціль можуть бути видані іншими факторами, зокрема формою, блиском на солнці та їх тінню.

Американський камуфляжний візерунок US Woodland

Багато візерунків військового камуфляжу, починаючи з 1940-х років, мали деформаційне забарвлення, а після того, як у 1981 році в збройних силах Сполучених Штатів з'явився камуфляжний візерунок Woodland, деформаційний малюнок став домінувати серед військових одностроїв. З 1969 року деформаційний камуфляж (DPM) (англ. Disruptive Pattern Material) почав замінювати однотонний матеріал для одностроїв у британських збройних силах, а пізніше його використовували багато інших армій.

### Виклики

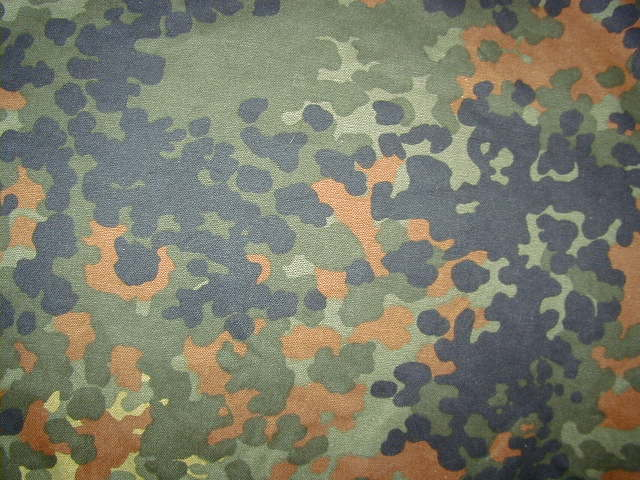
Сучасний німецький мультимасштабний камуфляж Flecktarn 1990 — нецифровий візерунок, призначений для деформації контурів на різних відстанях

Розробка одностроїв з деформаційними візерунками постала перед трьома основними проблемами. По-перше, солдати та військова техніка часто переміщуються з однієї місцевості на іншу, де фонові кольори та контрасти можуть сильно відрізнятися. Однострої з камуфляжем, розробленим для лісів, будуть надто сильно контрастувати з оточенням при використанні в пустелі та занадто зеленими для використання в містах. Тому жоден камуфляж не є ефективним на будь-якій місцевості. Американський універсальний камуфляж (UCP) 2004 року намагався задовольнити вимоги маскування в будь-якому середовищі, але врешті-решт від нього відмовились після кількох років використання, отримавши негативні відгуки від військових США в Афганістані. Специфічні моделі місцевості, такі як «Берлінський камуфляж», який застосовувався до британських транспортних засобів, що діяли в Берліні під час холодної війни, були неефективні в інших місцевостях. По-друге, ефективність будь-якого малюнка в порушенні обрисів солдата залежить від освітлення, в залежності від погоди і висоти сонця на небі. І по-третє, будь-яка окрема ділянка друкованого кольору змінюється у видимому розмірі залежно від відстані від ворога, який спостерігає візерунок. Візерунок, надрукований невеликими кольоровими вкрапленнями, з далекої відстані зливається в єдину для сприйняття масу, перешкоджаючи руйнівному ефекту. І навпаки, візерунок, надрукований великими кольоровими плямами, виглядає помітним на менших відстанях. Цю проблему було вирішено за допомогою піксельних форм, часто розроблених цифровим способом, які забезпечують фрактальний діапазон розмірів плям, що дозволяє їм ефективно руйнувати як на близькій відстані, так і на відстані. Першим справді цифровим камуфляжним зразком був канадський CADPAT, а невдовзі за ним пішов американський MARPAT. Зовнішній вигляд з пікселями не важливий для цього ефекту, хоча його простіше розробити та надрукувати.

## Приклади

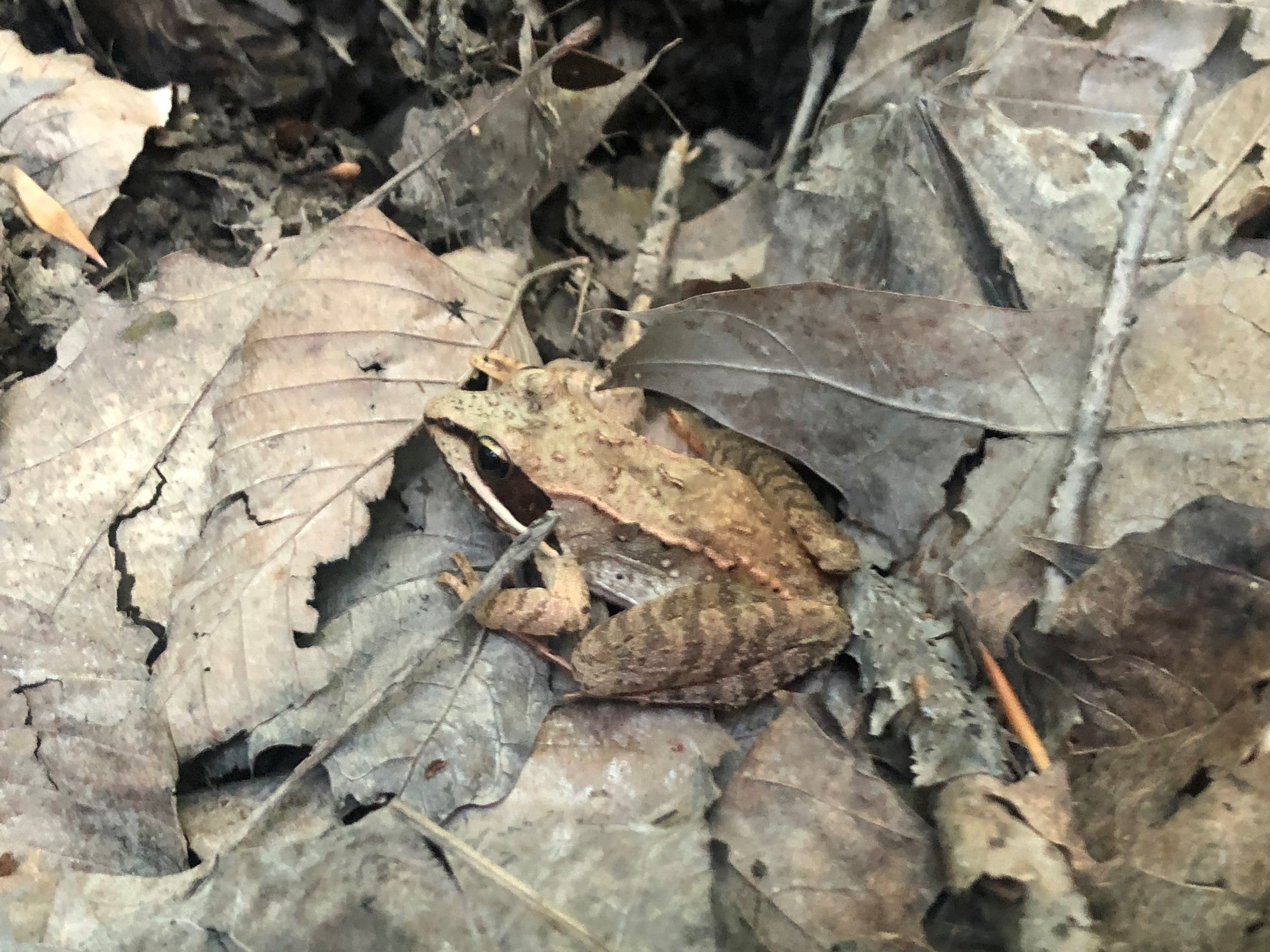
Американська лісова жаба (Rana sylvatica) серед опалого листя
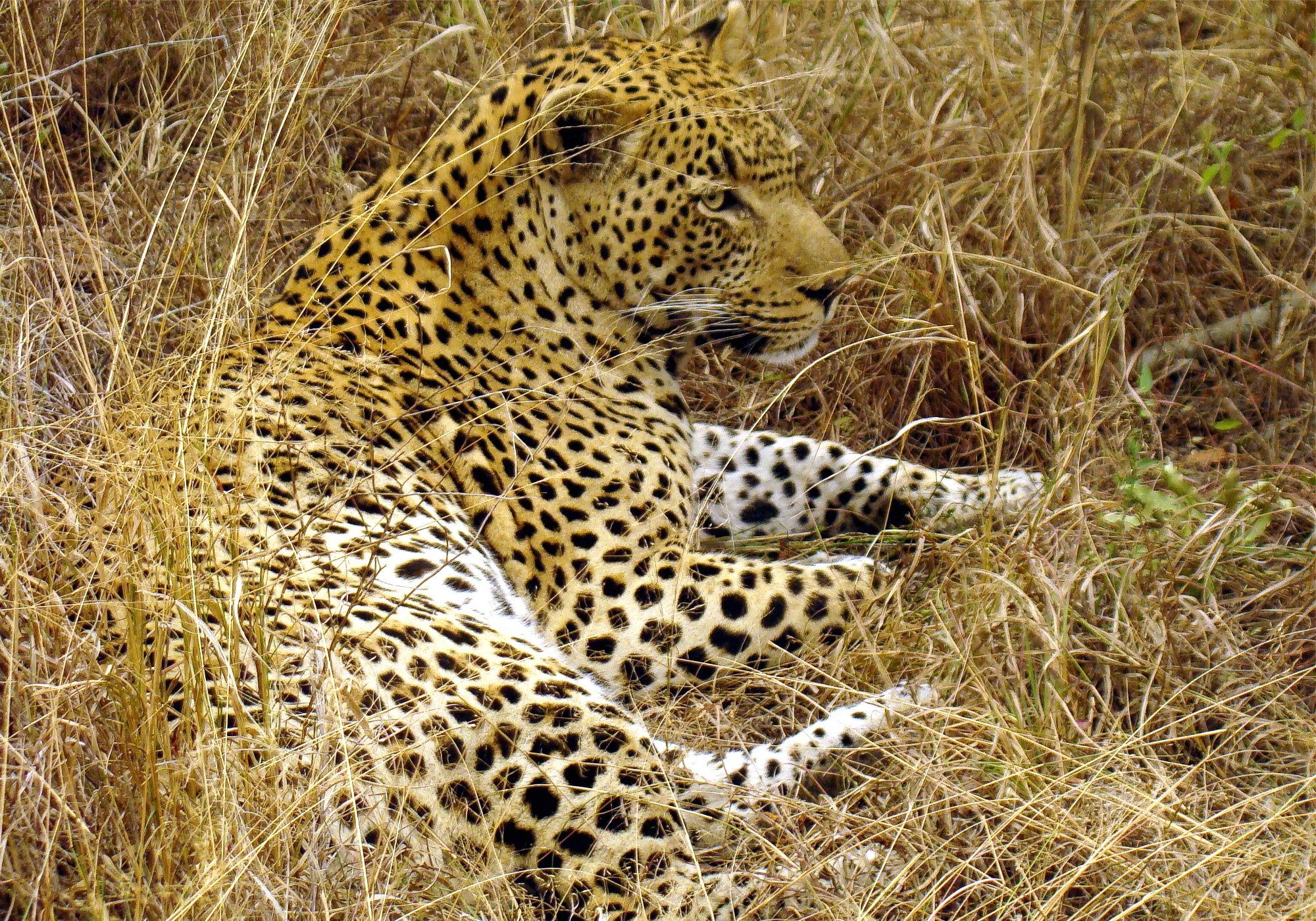
Леопард, хижак з деформаційним забарвленням (та з вертикальним затіненням)
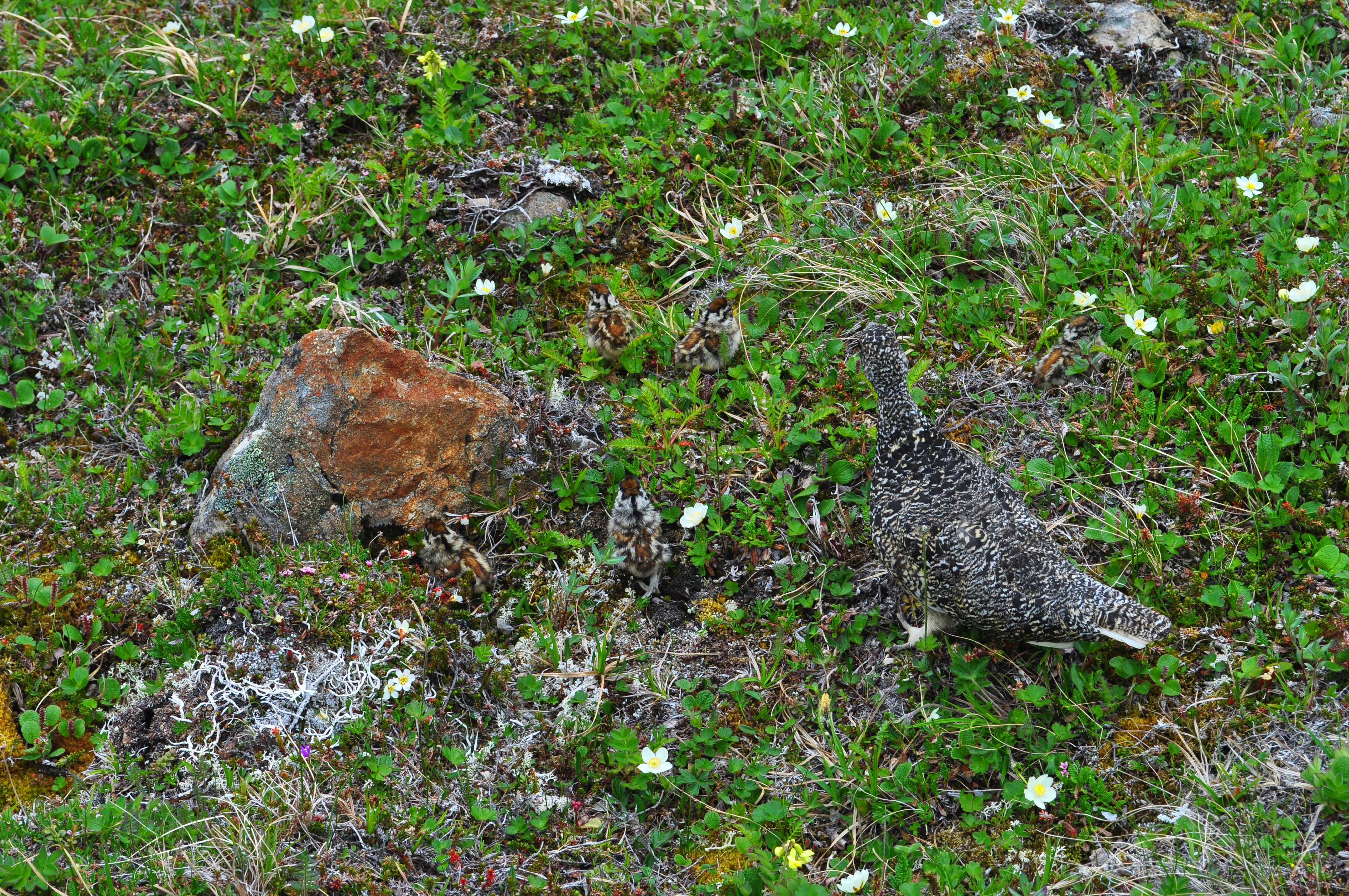
Біла куріпка з п'ятьма курчатами з унікальним деформаційним забарвленням
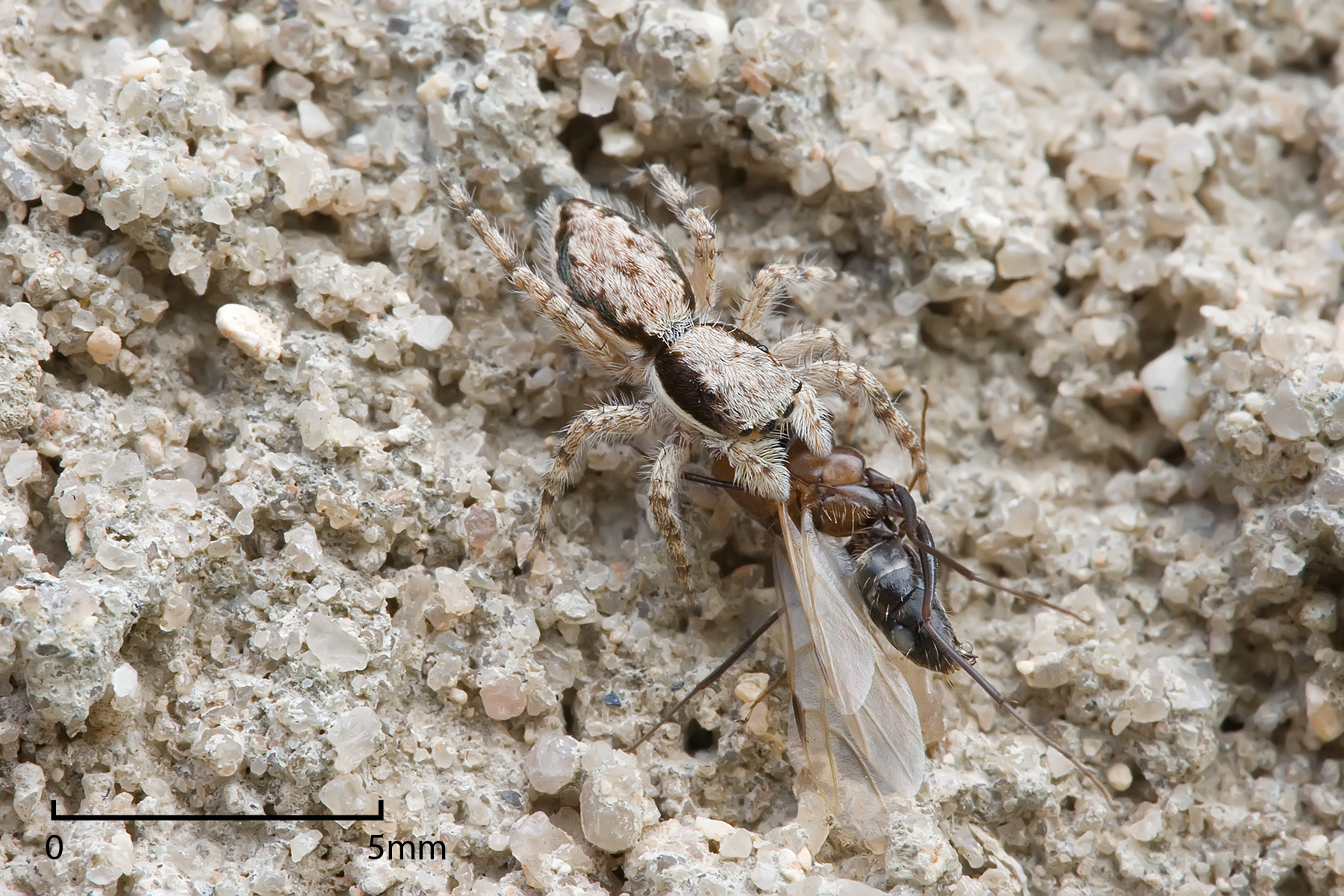
Павук-стрибун: a безхребетний хижак з деформаційним камуфляжним забарвленням.
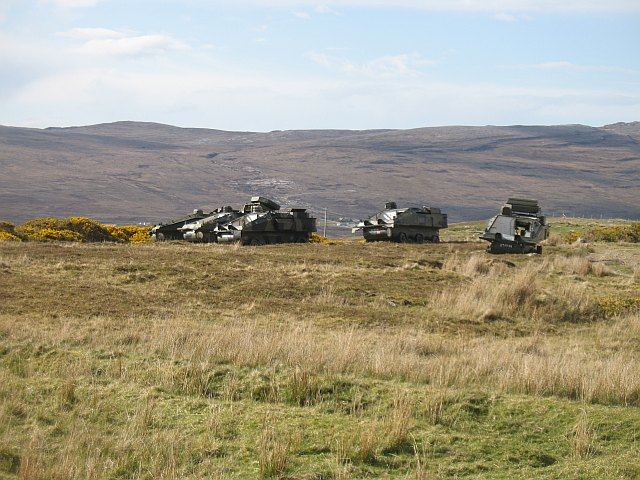
"Контур, відблиск та тінь"[28] роблять ці "закамуфльовані" військові машини легкопомітними, оскільки їх контури не деформовані
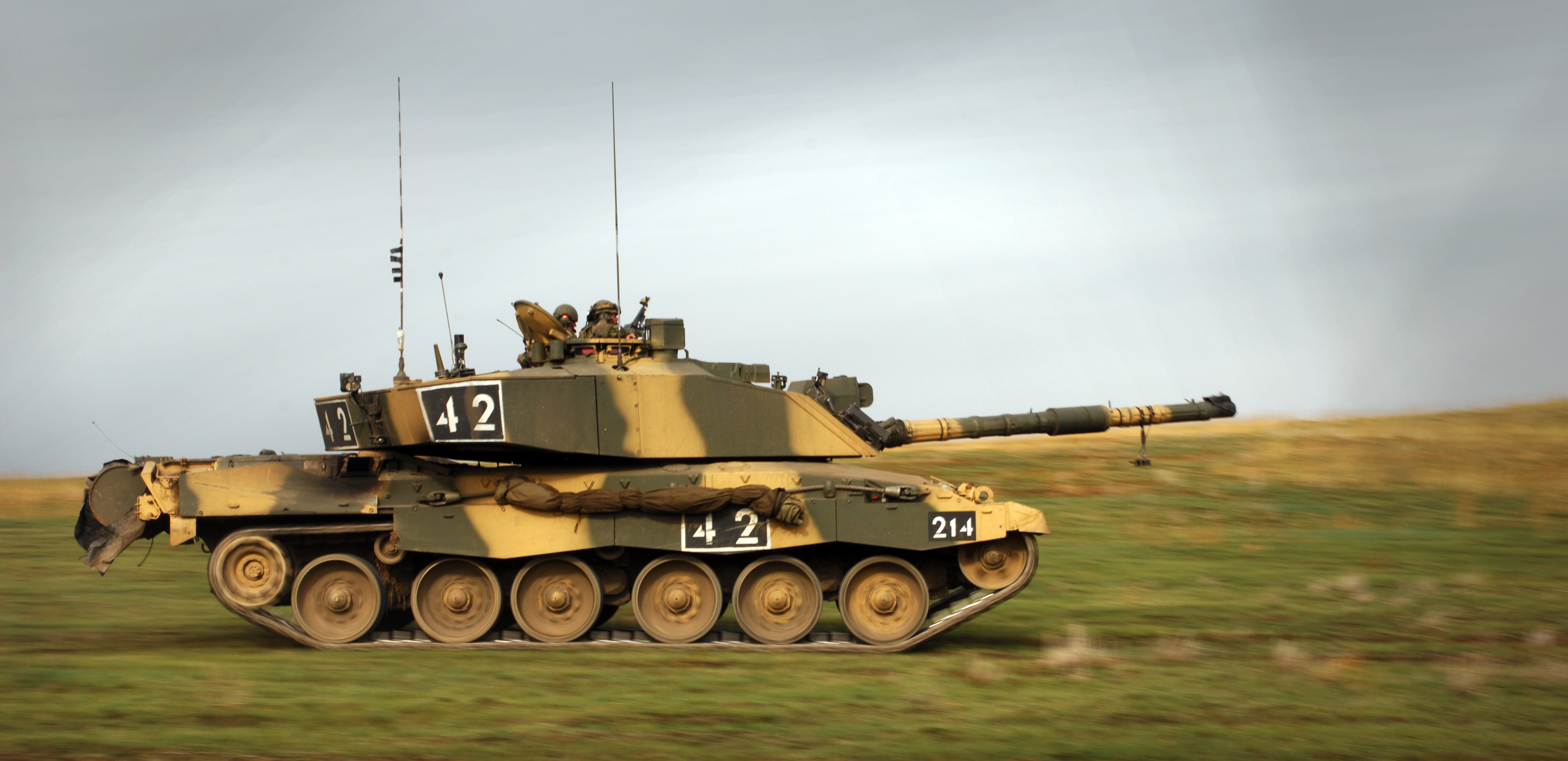
Британський танк Challenger 2 пофарбований у великомасштабний деформаційний камуфляж з пісочних та зелених плям
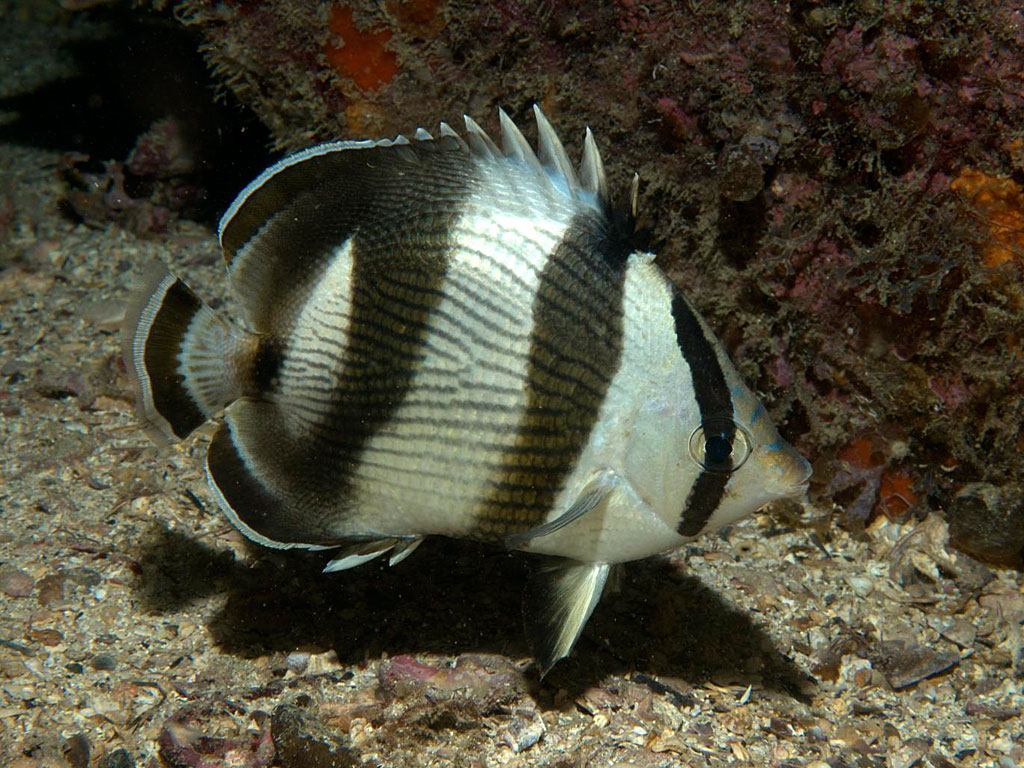
Chaetodon striatus, має на тілі яскраві деформаційні смуги, що також приховують очі.
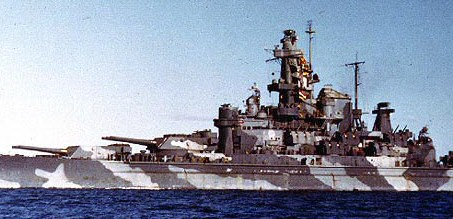
Корабель USS Alabama з корабельним деформаційним камуфляжем Measure 12 під час Другої Світової війи
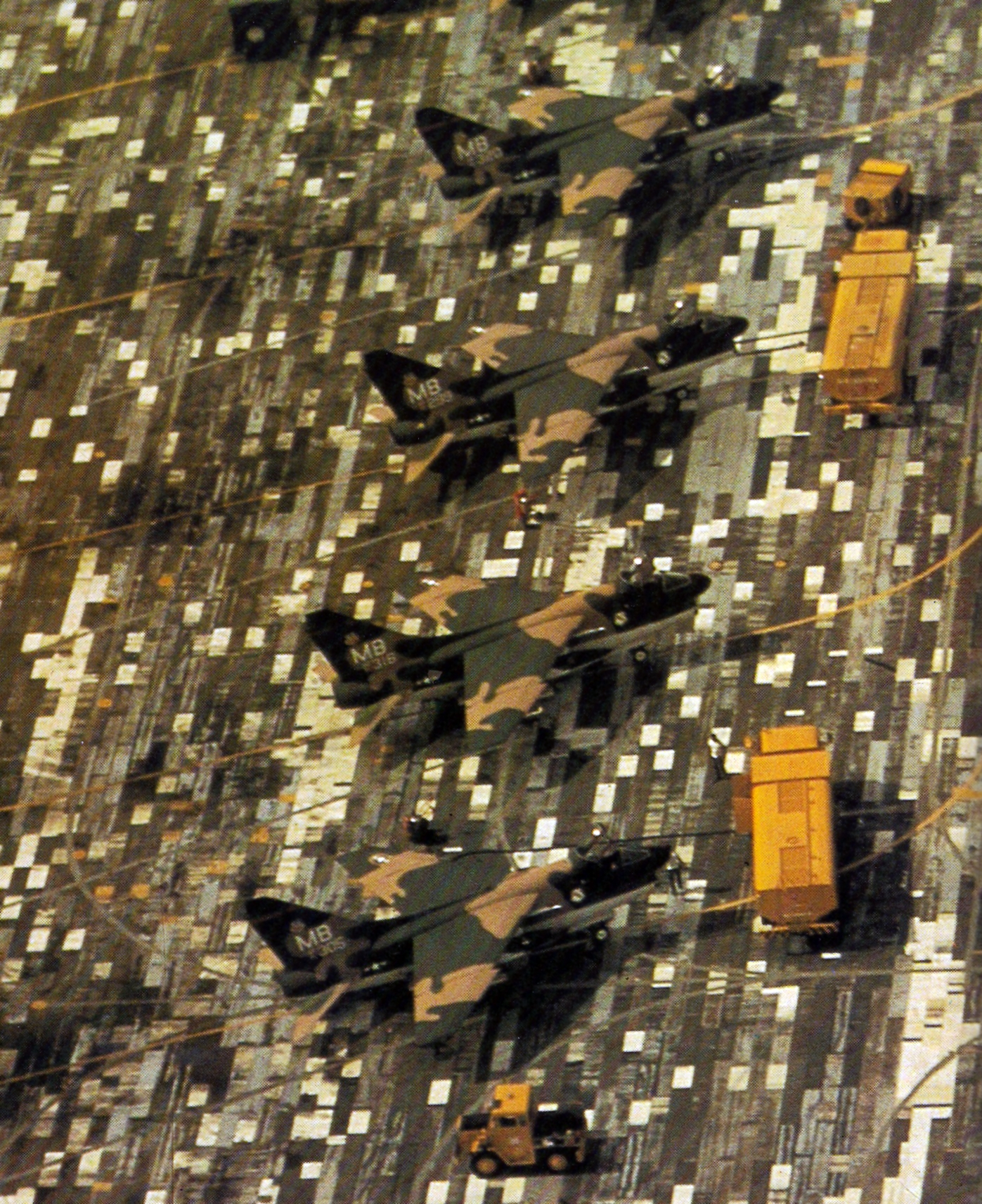
Літаки LTV A-7 Corsair з деформаційним камуфляжем на аеродромі, на поверхню якого також нанесений деформаційний камуфляж. Таїланд 1972